# Лондонівська глибина проникнення
Лондонівська глибина проникнення — характеристика надпровідника, яка визначає наскільки глибоко може проникнути в нього магнітне поле. Названа на честь Фріца та Гайнца Лондонів, які в 1935 запропонували рівняння Лондонів для опису магнітних властивостей надпровідників.
Лондонівська глибина проникнення {\displaystyle \delta } визначається формулою
{\displaystyle \delta ={\sqrt {\frac {mc^{2}}{4\pi e^{2}n_{s}}}}}
де m — маса електрона, c — швидкість світла у вакуумі, e — заряд електрона, {\displaystyle n_{s}} — густина надпровідної фракції електронів у надпровіднику.
Затухання магнітного поля в глибину надпровідника визначається формулою
{\displaystyle \mathbf {B} =\mathbf {B} _{0}e^{-x/\delta }}
де {\displaystyle \mathbf {B} } — магнітна індукція на глибині x, а вектор {\displaystyle \mathbf {B} _{0}} — паралельний поверхні надпровідника.
Затухання магнітного поля в глибину надпровідника описується даною формулою в тому випадку, коли глибина проникнення {\displaystyle \delta } набагато більша за довжину когерентності. Така ситуація щодо надпровідника називається лондонівською.
Зазвичай лондонівська глибина проникнення має порядок 10−6 {\displaystyle \div } 10−5 см.